# Batracharta albistrigosata
Batracharta albistrigosata är en fjärilsart som beskrevs av W. Warren 1915. Batracharta albistrigosata ingår i släktet Batracharta och familjen nattflyn. Inga underarter finns listade i Catalogue of Life.